# 誘導
誘導（ゆうどう、英: induction）とは、生物の発生における現象で、ある部位が別の部位に対して、特定の構造への分化を促す働きかけをすることである。ハンス・シュペーマンによって発見された。

## 概説
生物の、特に動物の発生は、細胞分裂による細胞の増殖と共に、それぞれの細胞が特定の組織や器官に分化していく過程である。このとき、細胞自身は自律的に分化する能力も持っているが、他の細胞や組織からある種の作用を受けることで異なった方向へ分化を始める例が知られる。このような細胞間の相互作用を誘導と呼ぶ。
この現象ははじめにシュペーマンによって発見された。彼はイモリの原口背唇部が発生の際に特別な振る舞いをすることに注目し、その部位を別の胚に移植することで、本来の頭部以外に新たに一つの頭部（二次胚）を持つ胚を作らせた。これによってこの部位が周囲に働きかけて頭部を構成する諸器官を作らせるものとして、その働きを誘導と呼んだ。それから同様の現象は他の部位でも見られることを示し、誘導が発生の様々な段階に見られること、その連鎖的な反応で胚の形が作り上げられることを示した。なお、原口背唇部自体も誘導の結果によって作られることは、後に示されている。
誘導の機構や原因物質の解明は、その当時は明確にすることが出来ず、これは後に分子遺伝学等の発展により、研究が進み始めた。特にピーター・ニューコープ(Pieter Nieuwkoop)によって発見された中胚葉誘導は、その解明が進む契機となった。だが、詳細については未だに不明の部分が大きい。

### 大まかな仕組み
誘導は胚の細胞群が胚葉や組織に分化する際に、他の部分から影響を受けてその方向を決める、あるいは変える仕組みとして発見されたが、現在では細胞間の相互作用と見なされている。
誘導は特定の細胞から特定の細胞への働きかけであり、不特定の細胞間に成立するものではない。誘導する側の能力を誘導能、誘導を受ける側の能力を応答能という。
動物の形態形成の仕組みを説明するために、誘導因子の存在が想定されてきた。未分化の細胞から特定の組織が分化する場合、そのような因子の濃度勾配に応じて、個々の細胞が異なった反応をすることで形態が作られてゆくと考えるもので、この因子は古くからモルフォゲンと名付けられてきた。
このような観点から、誘導は細胞間相互作用のシグナル伝達を通じて行われるもので、そこで働くシグナル分子を特定し、その機能を調べるという形をとっている。そのためには分子遺伝学的な手法が利用されるようになっている。特に誘導因子の確認にはアニマルキャップ検定という技法が多用される。

## 歴史
実験発生学の開祖ルーの弟子であったシュペーマンは、1898年頃からカエルを対象に、眼の形成過程の研究を行い、ここで神経管より生じた眼杯の影響で表皮から水晶体が出来るらしいとの結果を得たが、これについては確証が得られなかった。
また、1915年頃から、彼は胞胚期の胚に於いて交換移植の実験を始めた。そこで彼は原口背唇部を移植することで、本来の頭部以外にもう一つの頭（二次胚）を生じた胚を得た。この実験では同種の細胞を移植したため、移植片がどうなったのかが明らかに出来なかった。そこで彼の弟子のヒルデ・マンゴルトは2種のイモリの間で同様の実験を行い、これによって二次胚が生じること、移植片はその中で脊索を中心とする中胚葉になったことを確認した。この結果はシュペーマンとの連名で1924年に発表され、これが誘導現象の発見とされる。これ以降、誘導現象の詳細やその機構についての研究が多く行われるが、はかばかしい結果は得られなかった。シュペーマンは1935年にこの業績でノーベル賞を受賞した。
1969年にニューコープは中胚葉が外胚葉から内胚葉によって誘導されることを示した。これは中胚葉誘導と呼ばれる。この誘導に働く因子は1990年代になって単離されるようになり、特に浅島誠が単離したアクチビンは非常に強い中胚葉誘導の活性があることが示された。それを契機にシュペーマンの神経誘導についても研究が進み始め、幾つかの因子が発見されている。だが、いずれも単一の因子で説明出来るような簡単な現象ではないことが明らかとなっており、研究は途上である。

## シュペーマンの研究及び関連事項
シュペーマンは、1898年頃からカエルを対象に、眼の形成過程の研究を行った。脳から生じた眼杯と、表皮から生じた水晶体が組み合わさって眼が形成されるが、その際に眼杯を焼き殺すと表皮から水晶体が形成されないことを示した。これは、眼杯が表皮細胞に何らかの働きかけをしたことを示唆する。だが、カエルの種を変えると実験結果が異なった例もあり、また焼き殺す時期によっても結果が異なるなど、ここから明確な結論を得ることが出来なかった。
また、1915年頃から、彼は胞胚期の胚に於いて、胚の各部分を切り取り、これを別の部分に移植するという交換移植の実験を始めた。これは切り出した部分の予定運命（その部分が将来何になるか）と、それを植えた先の予定運命との関わりを見るためである。その結果、胞胚期の初期には移植片は自身の予定運命にかかわらず、移植先の予定運命に従って分化した。ところが、原口背唇部（原口の出来る部位の動物極側）だけは、どこに移植した場合にもそこから陥入を行い、自分の予定運命を変えないことがわかった。彼は1918年にはTriton taeniatus 1種を用いての交換移植実験で、原口背唇部を移植することで、本来の頭部以外にもう一つの頭（二次胚）を生じた胚を得た。だがこの実験では同種の細胞を移植したため、移植片がどこでどうなったのかを明らかに出来なかった。
そこで彼の弟子のヒルデ・マンゴルトは白い T. cristatus の原口背唇部を、T. taeniatus あるいは T. alpestris に移植する実験を行ったところ、やはり本来のもの以外に新たな頭部が形成された。そして移植片は脊索を中心とする中胚葉になったものであり、神経管の大部分は宿主胚の外胚葉から形成されたものであることが確認された。それは本来は腹部の表皮に分化すべきものであり、しかも単にそのような形であるというだけではなく、正常の神経管と同じ過程で形成されたものであった。
この結果から、移植された原口背唇部はそれ自身は脊索に分化すると同時に、周囲の細胞群の分化の方向を変えたと考えられる。具体的には、たとえば表皮になるはずだった区域の細胞に働きかけて、神経管を分化させたと考えられる。ただし、形成体によるこの誘導は単に神経管を作らせるのみでなく、この際に前後の違いを生じることから、前後の軸構造をも決めるものである。シュペーマンらはこのような働きを誘導(induction)と呼んだが、これは電磁誘導からの発想であった由。また、原口背唇部のことを、周囲の細胞を秩序だったものにさせる、との意味から形成体（オーガナイザーとも　英：organizer）と呼んだ。
なお、後に誘導がこれに限定されたものではないことが判明し、原口背唇部についてはシュペーマンオーガナイザーあるいはシュペーマン・マンゴルドオーガナイザーと、その部位が神経管を誘導する作用については神経誘導と呼ばれる。
この研究の重要性は極めて高く評価された。たとえば岡田・木原は「単に神経盤のみでなく新しい個体がそこに生ずる（中略）我々が初めて人工的に新しい個体を生ぜしめるのに成功した」と記した。形成体についても「個体の発生を特徴づける造形運動や（中略）高次な過程の統一性が一片の移植片を通じて伝えられた」ものと述べている。

### その発展
形成体の効果が胚にどのように分布するかについてはバウツマンが研究を行い、ヴァルタ―・フォークトの原基分布図における脊索、体節、それに頭腸胚壁にわたって誘導能を認めた。さらに、外胚葉区域の細胞を中胚葉域に移植すると、中胚葉として分化することが知られているが、このようにして形成されたものも形成体として働くことも確認された。さらに、誘導された神経板も誘導能を持つことも示された。
またレーマンは原口背唇部の一部を切除することでその影響を見た。原腸胚初期に切除すると、様々な程度に頭部の欠如した胚が得られる。卵黄栓が形成されるころに切除すると脊髄が欠如した胚になる。また、オットー・マンゴルト（ヒルデの夫）は後期原腸胚の原腸蓋、つまり陥入して外胚葉の下に入り込んだ原口背唇部であった部分を切り出して別の原腸胚に移植した。すると、二次胚が形成されるが、形成される部位は切り出した組織片の位置によって異なることがわかった。すなわち、頭部に当たる部分から切り出した場合、形成される二次胚は頭部であり、後方から切り出した場合には尾部の二次胚が形成された。また、初期原腸胚の原口背唇部は頭部を、後期原腸胚のそれは尾部を誘導した。これは、初期原腸胚では原口に近い部分と背中側のやや遠い部分にあたり、これらは異なる性質を持つと考え、前者を頭部形成体、後者を尾部形成体と呼んだ。
他の動物群についても研究が行われた。ただし当時のそれは往々にして他群の胚の一部を両生類の胞胚に移植し、形成体としての活性があることを確認するという形で行われ、それが確認されればその群においても形成体があるのだと判断する、というものだった。実際に他群の動物胚で形成体に当たるものを調べる研究はずっと遅れ、鳥類では原条の先端に当たるヘンゼン結節が原口背唇部に似たふるまいをし、他の胚に移植すると、二次軸を誘導することが発見されている。ゼブラフィッシュでは中胚葉の陥入は胚の周辺域全周から行われるが、特に背側の部分で著しく、その部位では細胞が集まって肥厚する。ここを胚楯と呼び、これがほぼ原口背唇部に相当するとされる。

### 誘導連鎖
上記のように、眼杯が接近すると表皮から水晶体が形成されるが、これも誘導現象である。その後、様々な部分で誘導が見られることが明らかになった。脊索中胚葉は原腸の陥入に従って背面の表皮から神経管を誘導するが、神経管は分化するに連れて前脳ではその接する外胚葉から前額腺や鼻原基を、眼杯は水晶体を、後脳は耳を誘導する。このような各部分は二次形成体とも言われる。つまり、誘導によって分化した部分がさらに別の部位を誘導し、その連鎖が胚の構造を作り上げていくと考えられる。これを誘導連鎖または誘導の連鎖という。なお、このような感覚器の分化には、一つの部位に複数の部位からの誘導が働く例も知られる。眼の場合、水晶体は表皮からさらに角膜を誘導する。この例では形成体による神経管の誘導が一次誘導、眼杯による水晶体の誘導が二次誘導、角膜の誘導は三次誘導と言うことも出来る。
なお、シュペーマンの時代には神経誘導がこのような連鎖の最初と考えられていたが、現在では後述の中胚葉誘導がそれに先立つものであることが知られており、中胚葉誘導が胚誘導の最初のものであると考えられている。
さらに、眼における水晶体の誘導の仕組みは、現在ではより詳細に解明されている。シュペーマンが誘導の存在を認めたのは、むしろこの研究であるともいわれる。彼は眼杯の外の水晶体になる前の肥厚した細胞層（水晶体プラコード）を取り除いてそこに他所の外胚葉をかぶせ、水晶体の発生を見た。だが、どこの外胚葉でも眼杯による誘導を受けるわけではないことが知られている。眼杯の形成される位置の確定にはソニックヘッジホッグという分泌因子が働いており、この働きに異常があると眼が一つしかできない場合もある。水晶体に誘導される細胞ではPax-6というホメオボックス遺伝子が発現する必要があり、これは頭部の外胚葉に限られる。この遺伝子に異常があると、眼が形成されない。眼杯からは少なくとも骨形成因子BMPが分泌され、これを受けて水晶体になる細胞で特定の遺伝子が発現し、それによって分化が行われる。ソニックヘッジホッグは水晶体の発生する領域を左右に分ける働きも持つと考えられる。

### 伝達因子の探索
誘導現象の発見から、当然ながらその影響を与える機構、それが物質なのかそうでないのか、物質であれば何かということが問題となり、当然ながら多くの手で追及が行われた。
たとえばゲルトラーは形成体そのものでなく、それを含む動的構造に意味があると考え、形成体を含む胚に他の胚の形成体を様々な配置で移植することを試み、しかし彼の説を支持する結果は得られなかった。シュペーマンは形成体を細断したり押しつぶしてもその活性を失わないことを示し、また形成体を麻酔、熱処理、冷凍などの処理をした後も活性を失わないことも複数の研究者によって示された。これらは誘導の作用を伝えるものが化学物質であることを示唆する。
さらに他の動物、多くの多細胞動物の様々な組織が誘導の活性を持つことが示された。植物組織はほとんど有効でなく、でんぷんなどの物質は全く効果を持たなかった。しかしこのあたりから事態は迷走を始めた。たとえば形成体でグリコーゲン消失が起きることが発見されると、原因物質はグリコーゲンとの説が出て、実際にグリコーゲンが形成体の活性を持つとの実験結果も出たが、不純物によるものと判明した。その他様々な物質が試され、その結果、きわめて多くの物質が程度の差はあれ誘導作用を示し、その中には無機物質すらあった。Holtfreterが1948年頃より外胚葉細胞を浸した液のpHを変えるだけで神経を生じるという実験結果を示した後、このような努力はほぼ放棄された。
これについて1950年の岡田・木原は「分析の進捗はむしろ遅く」と停滞を認めつつも「その問題の解決は発生そのものの解決と同義」なので「簡単に片づかないのはむしろ当然」と、今後への期待を示している。それに対して1966年に岡田は「結果的にはそれは空しいものであったといえるかもしれない」と記しているが、同時に体内から分離されたタンパク質がその能力を持っている例が発見されつつあることも記されている。
なお、神経誘導の原因因子の研究は中胚葉誘導の研究以降、特に1990年代より再び発展を始める。中胚葉誘導の原因因子として見いだされたアクチビンを遮断する実験が行われ、これは中胚葉が形成されなくなることを期待したものであった。ところが、アニマルキャップから神経が形成されるという結果を得た。ここから神経デフォルト仮説が提示された。アニマルキャップ細胞は、本来的に神経細胞になるもので、それを抑制する物質が存在し、それがアクチビン受容体に受容されるとの説で、ここから幾つかの分泌タンパク質が発見されている。その一方で鳥類の場合、外胚葉に相当するとされるエピプラストを単独で培養すると神経でなく筋肉を生じ、両生類での結果とは異なる。そのため、これを脊椎動物一般の神経誘導に当てはめるのは難しいようだ。
いずれにせよ、神経誘導の機構の解明は中胚葉誘導のそれより遅れており、その原因の一つは、現象そのものの複雑さにある、とも言う。

## ニューコープとそれ以降
1969年、P・ニューコープは両生類の初期胞胚の動物極側、外胚葉になるべき部分（アニマルキャップとも呼ばれる）と、植物極側の内胚葉になるべき部分を切り出し、これらを接触させて培養する実験を行った。これらの部分は単独で培養した場合、前者は表皮的な細胞に、後者は内胚葉性の細胞を生じる。つまり、中胚葉は生じない。ところが、両者を接触させて培養した場合、その間に筋肉や血管など中胚葉性の細胞を生じた。これは明らかに誘導が存在したことを示すものである。さらに、中胚葉性の細胞は動物極側の細胞から形成されたことが確認されたため、内胚葉側が誘導をしているものと判断された。中胚葉誘導は胚誘導の最初の段階にあたり、桑実胚から初期の胞胚の時期に起こる。
さらに、動物極側の細胞に対して、植物極側の腹側と背側の細胞群を分けて接触させた場合、背側の植物極細胞と接触させたものでは背側の中胚葉が、腹側のものでは腹側の中胚葉が誘導されることが判明した。中胚葉の背側には形成体になる領域が含まれており、このことから、植物極側の背側には形成体の誘導に関わる特別な部分があると考えられるようになり、これはニューコープセンター（Nieuwkoop center）と呼ばれる。なおこのような研究は、主にアフリカツメガエルを使って行われた。
これを受けてこの現象の原因物質探しが行われ、動物の幾つかの成分や抽出物でその活性があるものが発見された。他方、この時期より後、1980年代中頃より、培養細胞に於いて細胞の増殖や分化を調節する細胞増殖因子と呼ばれるタンパク質群が発見され始めていた。1978年にイギリスのスラックはそのようなほ乳類の細胞増殖因子の一つ、FGF（繊維芽細胞増殖因子）にこの活性があることを発見した。この物質はその濃度に応じて低濃度で腹側の中胚葉、高濃度で筋肉を作らせることが出来、これはモルフォゲンとして想定された性質にかなう。だが、脊索を誘導することは出来なかった。
浅島誠はほ乳類の細胞培養の上澄みからアクチビンという、TGF-βファミリーという細胞増殖因子の一つを発見し、これが強い中胚葉誘導の活性を持ち、濃度を上げると脊索や形成体も誘導されることを示した。それまでに知られていた中胚葉誘導因子にも、全てアクチビンが含まれていた。アクチビンは卵巣のろ胞で合成され、卵黄と共に卵細胞に送り込まれる。しかし、アクチビンの働きだけではこの現象は説明出来ず、さらにいくつもの因子が働いて起きるものであることが明らかにされている。それらはβ-カテニンが卵割の進行に連れて背側に局在するようになること、それがシャモア遺伝子の発現を促すこと、また卵が成熟する間に植物極側にVegTという遺伝子のmRNAが集まること、これによってノーダルなどのタンパク質が作られ、それらが誘因因子として働くことなどが知られている。